# Puchar Narodów Afryki 2025 (kwalifikacje)/Grupa L
Grupa B jest jedną z dwunastu grup eliminacji do turnieju o Puchar Narodów Afryki 2025. Składa się z czterech wymienionych niżej reprezentacji:
- Senegal
- Burkina Faso
- Malawi
- Burundi

## Tabela
| Lp. | Drużyna          | M | Z | R | P | B+ | B- | +/– | Pkt | Kwalifikacja      |
| --- | ---------------- | - | - | - | - | -- | -- | --- | --- | ----------------- |
| 1   | Senegal (A)      | 6 | 5 | 1 | 0 | 10 | 1  | +9  | 16  | Awans na PNA 2025 |
| 2   | Burkina Faso (A) | 6 | 3 | 1 | 2 | 10 | 7  | +3  | 10  | Awans na PNA 2025 |
| 3   | Malawi (E)       | 6 | 1 | 1 | 4 | 6  | 11 | −5  | 4   |                   |
| 4   | Burundi (E)      | 6 | 1 | 1 | 4 | 4  | 11 | −7  | 4   |                   |

|              | Senegal | Burkina Faso | Malawi | Burundi |
| ------------ | ------- | ------------ | ------ | ------- |
| Senegal      | X       | 1:1          | 4:0    | 2:0     |
| Burkina Faso | 0:1     | X            | 3:1    | 4:1     |
| Malawi       | 0:1     | 3:0          | X      | 2:3     |
| Burundi      | 0:1     | 0:2          | 0:0    | X       |

## Mecze

### Kolejka 1
| 5 września 2024 15:00 CEST | Malawi · Kawonga 31' · L. Nkhoma 75' | 2:3(1:2)Raport | Burundi · 22' (sam.) Idana · 33' Girumugisha · 87' Eldinho | Bingu National Stadium, Lilongwe Sędzia: Ibrahim Kalilou Traoré |
|                            |                                      |                |                                                            |                                                                 |

| 6 września 2024 21:00 CEST | Senegal · Mané 16' | 1:1(1:0)Raport | Burkina Faso · 90+5' Bouda | Stade Abdoulaye-Wade, Dakar Sędzia: Sadok Selmi |
|                            |                    |                |                            |                                                 |

### Kolejka 2
| 9 września 2024 15:00 CEST | Burundi | 0:1(0:0)Raport | Senegal · 71' (k.) I. Sarr | Bingu National Stadium, Lilongwe (Malawi) Sędzia: Mohamed Maarouf Eid Mansour |
|                            |         |                |                            |                                                                               |

| 10 września 2024 21:00 CEST | Burkina Faso · L. Traoré 35', 38' · Bandé 60' (k.) | 3:1(2:0)Raport | Malawi · 80' Z. Nkhoma | Stade 26 mars, Bamako (Mali) Sędzia: Bouchra Karboubi |
|                             |                                                    |                |                        |                                                       |

### Kolejka 3
| 10 października 2024 21:00 CEST | Burkina Faso · D. Ouattara 33', 44' · Bansé 34' · Dayo 49' | 4:1(3:1)Raport | Burundi · 4' Kanakimana | Stade National de la Côte d’Ivoire, Abidżan (Wybrzeże Kości Słoniowej) Sędzia: Ahmed Abdulrazg |
|                                 |                                                            |                |                         |                                                                                                |

| 11 października 2024 21:00 CEST | Senegal · Gueye 35' · Mané 68' · Dia 71' · Jackson 77' | 4:0(1:0)Raport | Malawi | Stade Abdoulaye-Wade, Dakar Sędzia: Aklesso Gnama |
|                                 |                                                        |                |        |                                                   |

### Kolejka 4
| 13 października 2024 18:00 CEST | Burundi | 0:2(0:1)Raport | Burkina Faso · 5' Konaté · 90+4' (k) B. Traoré | Stade Félix Houphouët-Boigny, Abidżan (Wybrzeże Kości Słoniowej) Sędzia: Mohamed Athoumani |
|                                 |         |                |                                                |                                                                                            |

| 15 października 2024 15:00 CEST | Malawi | 0:1(0:0)Raport | Senegal · 90+6' Mané | Bingu National Stadium, Lilongwe Sędzia: Bamlak Tessema Weyesa |
|                                 |        |                |                      |                                                                |

### Kolejka 5
| 14 listopada 2024 16:00 CET | Burundi | 0:0(0:0)Raport | Malawi | Stade Félix Houphouët-Boigny, Abidżan (Wybrzeże Kości Słoniowej) Widzów: 313 Sędzia: Abdoulaye Manet |
|                             |         |                |        | |

| 14 listopada 2024 20:00 CET | Burkina Faso | 0:1(0:0)Raport | Senegal · 83' Diarra | Stade 26 mars, Bamako (Mali) Widzów: 15 000 Sędzia: Mahmoud El Banna |
|                             |              |                |                      |                                                                      |

### Kolejka 6
| 18 listopada 2024 14:00 CET | Malawi · Mhango 28' · Mbulu 57' · Aaron 62' | 3:0(1:0)Raport | Burkina Faso | Bingu National Stadium, Lilongwe Sędzia: Mohamed Diraneh Guedi |
|                             |                                             |                |              |                                                                |

| 19 listopada 2024 20:00 CET | Senegal · Diarra 35', 51' | 2:0(1:0)Raport | Burundi | Stade Abdoulaye-Wade, Diamniadio Sędzia: Mustapha Ghorbal |
|                             |                           |                |         |                                                           |

## Strzelcy

### 3 gole
- Habib Diarra
- Sadio Mané

### 2 gole
- Dango Ouattara
- Lassina Traoré

### 1 gol
- Hassane Bandé
- Sacha Bansé
- Ousseni Bouda
- Issoufou Dayo
- Mohamed Konaté
- Bertrand Traoré
- Mokono Eldhino
- Jean-Claude Girumugisha
- Bienvenue Kanakimana
- Lloyd Aaron
- Chawanangwa Kawonga
- Richard Mbulu
- Gabadinho Mhango
- Lanjesi Nkhoma
- Zeliat Nkhoma
- Boulaye Dia
- Pape Gueye
- Nicolas Jackson
- Ismaïla Sarr

Gol samobójczy
- Chimwemwe Idana (dla  Burundi)